# Irina Ektowa
Irina Andrejewna Ektowa (russisch Ирина Андреевна Эктова (Литвиненко), engl. Transkription Irina Ektova, geb. Литвиненко – Litwinenko – Litvinenko; * 8. Januar 1987 in Petropawl, Kasachische SSR, UdSSR) ist eine kasachische Dreispringerin.

## Karriere
Irina Litwinenko begann ihre internationale Karriere mit dem Gewinn einer Bronzemedaille bei den Juniorenasienmeisterschaften 2006 in Macau. In diesem Jahr nahm sie auch an den Juniorenweltmeisterschaften in Peking teil, qualifizierte sich dort aber nicht für das Finale. 2007 gewann sie bei den Asienmeisterschaften in Amman die Bronzemedaille mit 13,80 m. Bei der Sommer-Universiade in Bangkok erreichte sie den 13. Platz. Zum Ende der Saison gewann sie die Goldmedaille bei den Asienhallenspielen in Macau. 2008 nahm sie zum ersten Mal an den Olympischen Spielen in Peking teil, erreichte dort mit 12,92 m in der Qualifikation aber nicht das Finale. 
2009 verpasste sie bei den Studentenweltspielen in Belgrad als Vierte eine Medaille, gewann aber Bronze bei den Asienmeisterschaften in Guangzhou mit 13,99 m. Bei den Asienhallenspielen in Hanoi gewann sie die Silbermedaille hinter ihrer Landsfrau Olga Rypakowa. Zwei Jahre später wurde sie Sechste bei den Asienmeisterschaften in Kōbe. Bei der Sommer-Universiade in Shenzhen und den Weltmeisterschaften in Daegu schied sie jeweils in der Qualifikation aus. 2012 nahm sie an den Hallenweltmeisterschaften in Istanbul und den Olympischen Spielen in London teil, erreichte dort aber jeweils auch nicht das Finale.
2013 wurde sie wieder Vierte bei den Studentenweltspielen in Kasan und gewann bei den Asienmeisterschaften in Pune die Bronzemedaille. Sie qualifizierte sich auch für ihre dritte Weltmeisterschaftsteilnahme, bei der sie aber erneut nicht das Finale erreichte. 2014 wurde sie Sechste bei den Hallenasienmeisterschaften in Hangzhou und gewann die Bronzemedaille bei den Asienspielen im südkoreanischen Incheon. 2015 belegte sie Platz fünf bei den Asienmeisterschaften in Wuhan und Platz sechs bei der Universiade in Gwangju. Bei den Weltmeisterschaften in Peking schied sie mit 13,61 m in der Qualifikation aus. 2016 gewann sie die Bronzemedaille bei den Hallenasienmeisterschaften in Doha und qualifizierte sich zum dritten Mal für die Olympischen Spiele in Rio de Janeiro, bei denen sie zum dritten Mal in der Qualifikation ausschied.
2017 gewann sie bei den Asienmeisterschaften in Bhubaneswar die Silbermedaille hinter ihrer jungen Landsfrau Marija Owtschinnikowa. Anfang September gelang ihr bei den Asian Indoor & Martial Arts Games in Aşgabat im Weitsprungfinale kein gültiger Versuch. 2018 nahm sie an den Hallenasienmeisterschaften in Teheran teil und gewann dort mit 13,79 min die Goldmedaille im Dreisprung und belegte im Weitsprung mit 5,05 m den vierten Platz im Weitsprung. Ende August wurde sie bei den Asienspielen in Jakarta mit 13,58 m Sechste. Im Jahr darauf belegte sie bei den Asienmeisterschaften in Doha mit 13,40 m den vierten Platz. 2021 steigerte sie sich im Dreisprung auf 14,34 m und qualifizierte sich damit ein weiteres Mal für die Olympischen Spiele in Tokio, bei denen sie mit 12,90 m den Finaleinzug aber deutlich verpasste.
2009, 2012 und 2013 sowie 2016 und 2018 wurde Ektowa kasachische Meisterin im Dreisprung im Freien sowie 2013 auch im Weitsprung. In der Halle sicherte sie sich die Meistertitel 2006 und 2007 sowie 2018 und 2019 im Dreisprung sowie 2019 und 2021 auch im Weitsprung.

## Persönliches
Irina Ektowa ist seit etwa 2010 mit dem kasachischen Dreispringer Jewgeni Ektow verheiratet und hat mit ihm eine Tochter (* 2010). Sie absolvierte ein Studium an der Kasachischen Akademie für Sport und Tourismus in Almaty.

## Persönliche Bestleistungen
- Weitsprung: 6,29 m (+0,8 m/s), 14. Juni 2014 in Almaty
  - Weitsprung (Halle): 6,08 m, 23. Januar 2016 in Öskemen
- Dreisprung: 14,34 m (+1,3 m/s), 28. Juni 2021 in Almaty
  - Dreisprung (Halle): 14,09 m, 27. Januar 2011 in Qaraghandy